# Cornillé
Cornillé é uma comuna francesa na região administrativa da Bretanha, no departamento Ille-et-Vilaine. Estende-se por uma área de 12,43 km². Em 2010 a comuna tinha 997 habitantes (densidade: 80,2 hab./km²).